# Sistema acusatório

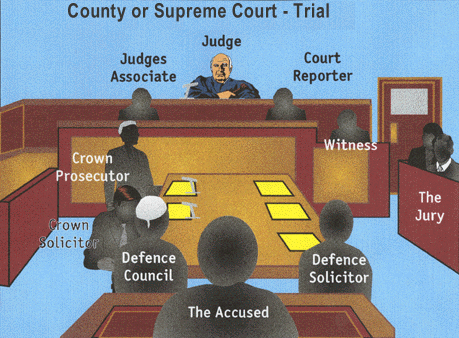
Tribunal

O sistema acusatório ou sistema adversarial é um sistema jurídico usado nos países com common law, onde dois advogados representam o caso ou a posição de suas partes diante de uma pessoa ou grupo imparcial de pessoas, geralmente um júri ou juiz como "expectadores", que julgam a partir do que fora exposto buscando o mais próximo da verdade, negociando a pena com as partes. Contrasta com o sistema inquisitorial usado em alguns sistemas de civil law (ou seja, aqueles derivados do direito romano ou do código napoleônico), onde um juiz conduz a investigação, produz provas e condena a ação penal.
O sistema contraditório é a estrutura bilateral em que os tribunais de julgamento criminal operam, colocando a acusação contra a defesa.

## Características básicas
Os juízes em um sistema contraditório são imparciais em garantir o devido processo legal ou justiça fundamental. Tais juízes decidem, frequentemente quando solicitados por um conselho e não por iniciativa própria, quais provas devem ser admitidas quando houver uma disputa; embora em algumas jurisdições de direito comum os juízes desempenhem um papel mais importante na decisão de quais evidências serão admitidas ou rejeitadas. Na pior das hipóteses, abusar da discrição judicial abriria o caminho para uma decisão tendenciosa, tornando obsoleto o processo judicial em questão - o estado de direito estaria sendo ilicitamente subordinado contra o império da lei sob tais circunstâncias discriminatórias.